# S/2003 J 4
S/2003 J 4 — естественный спутник Юпитера.

## Открытие
S/2003 J 4 был обнаружен 5 февраля 2003 года группой астрономов из Гавайского университета под руководством Скотта Шеппарда. Спутник пока не получил официальное название.

## Орбита
S/2003 J 4 совершает полный оборот вокруг Юпитера на расстоянии в среднем 23 930 000 км за 755 дня, 5 часов и 46 минут. Орбита имеет эксцентриситет 0,3618. Наклон ретроградной орбиты 149,581°. Принадлежит к группе Пасифе.

## Физические характеристики
Диаметр S/2003 J 4 составляет в среднем около 2 км. Плотность оценивается 2,6 г/см³. Предположительно состоит из силикатных пород. Очень тёмная поверхность имеет альбедо 0,04. Звёздная величина равна 23,0m.